# Isfayramsoy
Isfayramsoy (kir. Исфайрамсай, także: Испайрам, ros. Исфайрамсай) – rzeka w Kirgistanie i Uzbekistanie biorąca swój początek na północnych zboczach Gór Ałajskich i kończąca swój bieg jako dopływ Wielkiego Kanału Fergańskiego. Biegnie na granicy kirgiskich obwodów batkeńskiego i oszyńskiego, następnie wchodzi w okolicy Üczkorgonu na teren uzbeckiego wilajetu fergańskiego.